# Държавно висше филмово, телевизионно и театрално училище „Леон Шилер“
Държавното висше филмово, телевизионно и театрално училище „Лѐон Шилер“ (на полски: Państwowa Wyższa Szkoła Filmowa, Telewizyjna i Teatralna im. Leona Schillera) или за кратко Лодзкото филмово училище (на полски: Szkoła Filmowa w Łodzi) е полско висше училище, подготвящо бъдещи актьори, режисьори, оператори, аниматори, фотографи, монтажисти, сценаристи и продуценти. Основано през 1948 година в Лодз.
Към 2015 година училището има 864 студенти (55 чужденци), от тях 452 жени (12 чужденки). Завършилите през академичната 2014/15 година са 204 (8 чужденци), от тях 90 жени

## Отдели
Към 2017 година училището има четири отдела.
- Отдел по филмова и телевизионна режисура (Wydział Reżyserii Filmowej i Telewizyjnej)
- Отдел по операторско майсторсто и телевизионна реализация (Wydział Operatorski i Realizacji Telewizyjnej)
- Актьорски отдел (Wydział Aktorski)
- Отдел по организация на филмовото изкуство (Wydział Organizacji Sztuki Filmowej)